# جامعة قرطاجنة متعددة التخصصات
جامعة قرطاجنة متعددة التخصصات (بالإسبانية: Universidad Politécnica de Cartagena) هي جامعة تقنية في قرطاجنة بإسبانيا  تأسست في 4 سبتمبر 1883.

## تنظيم
للجامعة ثلاثة فروع، تقع جميعها داخل المنطقة الحضرية في قرطاجنة. 

### هيكل الكلية
- حرم ألفونسو الثالث عشر
  - كلية الهندسة الزراعية (ETSIA)
  - كلية الهندسة البحرية والمحيطات (ETSINO)
  - كلية الهندسة المدنية وهندسة التعدين (EICM)
- الحرم الجامعي مورالا ديل مار
  - كلية الهندسة الصناعية (ETSII)
  - كلية هندسة الاتصالات (ETSIT)
  - معهد التكنولوجيا الحيوية النباتية (IBV)
  - مبنى مختبر الأبحاث (ELDI)
- الحرم الجامعي CIM
  - كلية العلوم الاقتصادية والتجارية (FCCE)

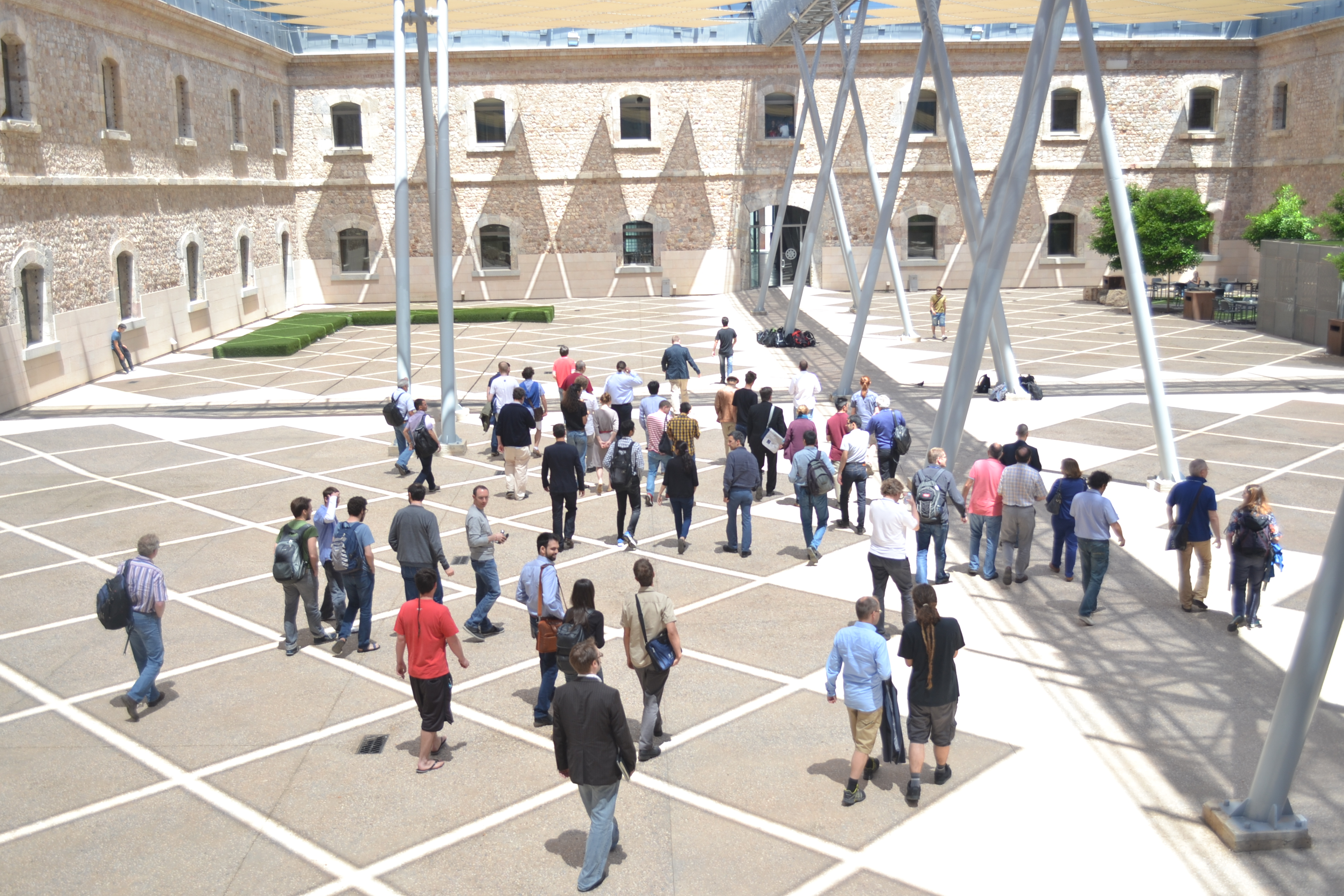
كلية العلوم الاقتصادية والتجارية

  - كلية العمارة والبناء (ETSAE)